# 天覧試合

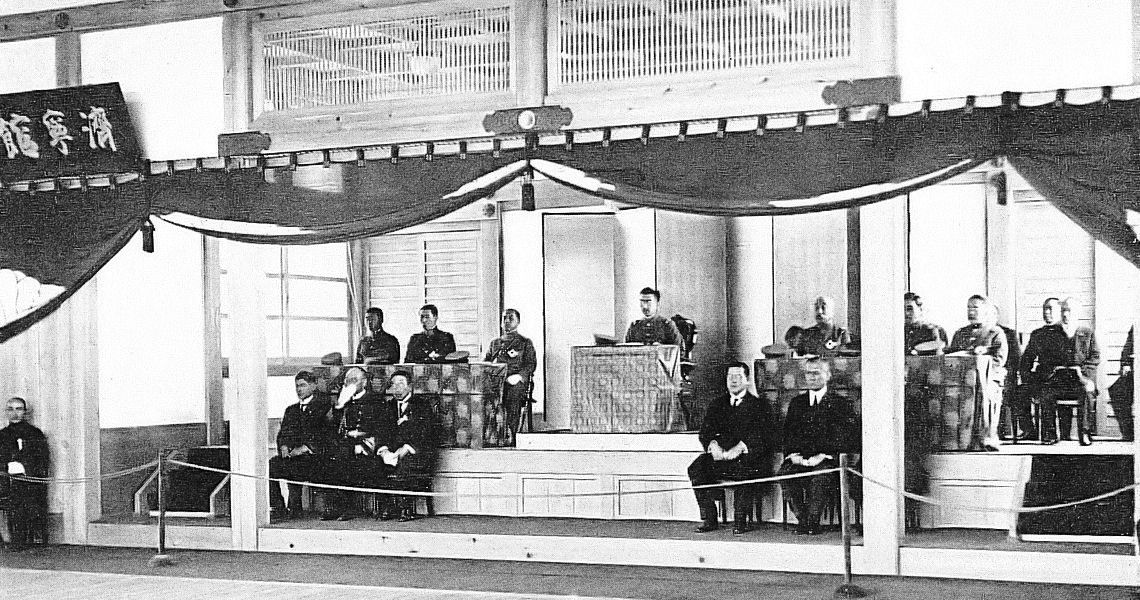
済寧館の玉座にて「皇太子殿下御誕生奉祝天覧武道大会」を観戦する昭和天皇（1934年（昭和9年））

天覧試合（てんらんじあい）は、日本の天皇が観戦する武道やスポーツ競技の試合のこと。皇族が観戦する試合は「台覧試合」と呼ぶ。

## 概要

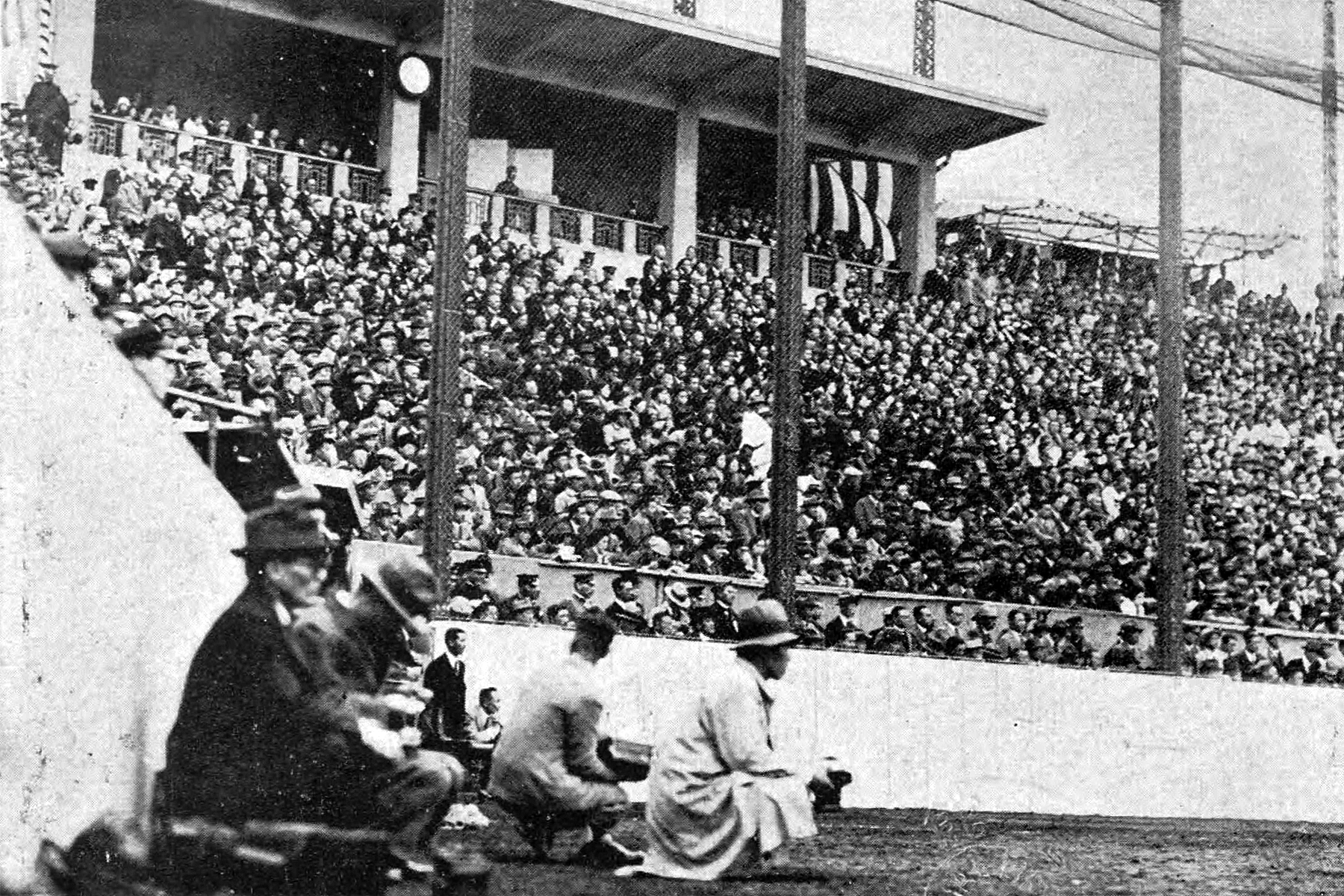
早慶天覧試合（1929年（昭和4年）11月1日）

相撲においては神話の時代からの歴史があり、垂仁天皇の命により当麻蹴速と野見宿禰の勝負が行われたのが最古の記録である。また相撲節会は宮中行事として行われていた。
明治から昭和の太平洋戦争以前にあっては剣道や柔道の天覧試合が知られ、他の競技では1929年（昭和4年）11月1日に、野球の早慶戦が天覧試合として行われている。
太平洋戦争以後は、1947年（昭和22年）に都市対抗野球大会、1950年（昭和25年）に早慶戦で天覧試合が行われた。次いで1959年（昭和34年）に行われたプロ野球の天覧試合は歴史的な試合となった。また、昭和天皇が相撲を好んだことから、天覧相撲は東京場所の観戦という形で1955年（昭和30年）以降、ほぼ毎年行われていた。

## 天覧があった競技

### 相撲
アマチュア相撲では、昭和天皇と香淳皇后が1963年（昭和38年）10月29日に山口県で開催された第18回国民体育大会相撲競技を観戦した例、あるいは天皇明仁と皇后美智子が1993年（平成5年）に香川徳島両県で開催された第48回国民体育大会の相撲競技（徳島県石井町立石井中学校相撲場）や、2002年（平成14年）12月8日に国技館で行われた第51回全日本相撲選手権大会においてベスト16以降を観戦した例などがある。天皇、皇后の最後の天覧は2020年（令和2年）1月25日の一月場所14日目。

### 武道
1895年（明治28年）に京都で結成された大日本武徳会は当初試合のほとんどなかった武術の剣術の撃剣や柔術の乱捕り試合を上覧にしようとして作られた団体であった。その後剣道や柔道の天覧試合が行われ、なかでも1940年（昭和15年）6月、紀元二千六百年記念行事の天覧試合は盛大に行われた。この記念大会の行われた柔道・剣道・弓道において、「昭和天覧試合」と言う場合、これを指すことが多い。

### プロ野球
1959年（昭和34年）6月25日（木曜日）、後楽園球場で読売ジャイアンツ（巨人）対大阪タイガース（阪神）第11回戦が19時00分から天覧試合として催された。昭和天皇と香淳皇后が後楽園球場のバックネット裏貴賓席に来場。日本テレビ（解説：南村侑広、実況：越智正典）とNHK総合テレビ（解説：小西得郎、実況：志村正順）にて全国生中継が行われた。なお、ジャイアンツ対タイガースは日本の野球業界で当時は「伝統の一戦」とされた。日本テレビ向けの放送は本来はナイターの場合、20時（午後8時）からの放送であるが、特例的に19時から放送を開始し、ニッカウヰスキーの一社協賛で中継し、当日の新聞広告にも、当時の定時番組スポンサーへの配慮を掲載した。
当時巨人の監督だった水原円裕も朝2度身を清め、口数も少なかったという。当日の後楽園球場では鳴り物応援が禁止され、球場の雰囲気も普段に比べとても静かだったとの事。
先発投手は巨人が藤田元司、阪神が小山正明とエース同士の対決であった。試合前には両チームの監督・コーチ・選手全員が内野付近に一列で整列し、貴賓席に現れた天皇・皇后に一礼をしてから試合が始まった。
試合は点の取り合いとなり、3回表・阪神が小山自らの適時打で先制点を挙げる。その後5回裏・巨人が長嶋茂雄と坂崎一彦の連続本塁打で逆転すると、6回表・阪神が三宅秀史の適時打と藤本勝巳の本塁打で4 - 2と逆転する。
7回裏・巨人は王貞治の本塁打（4 - 4）で同点に追いつき、阪神は新人・村山実をマウンドに送る。同点のまま9回に入った時には21時を過ぎていたが、天皇・皇后が野球観戦できる時刻は21時15分までであったため、延長戦に突入した場合は天皇は試合結果を見届けられず、途中退席になる可能性があった。
しかしながら、21時12分、9回裏、先頭バッターの長嶋がレフトポールぎりぎりにサヨナラ本塁打を放ち、5 - 4で接戦に終止符を打った。長嶋はこの試合を選手としてもっとも印象的な試合としている。天皇・皇后は試合結果を見届けた上で、球場を後にした。
村山は長年、長嶋の被ホームランについて「あれは絶対にファウルボールや」と訴え続け、自身の1500奪三振を長嶋から奪った際には「これで天覧試合の借りは返せた」とコメントしている。もっとも、レフトを守っていた西山和良は、「僕の真上を越えていった完璧なホームラン」と述べている。2023年2月12日にNHK BS1で放送されたNHKテレビ放送開局70周年記念特番『テレビとスポーツの70年』でこの試合を人工知能（AI）でカラー化したものが放映され、レフトポールの右側を超えていたことが鮮明な映像で明かされた。
|      | 1 | 2 | 3 | 4 | 5 | 6 | 7 | 8 | 9  | R | H | E |
| ---- | - | - | - | - | - | - | - | - | -- | - | - | - |
| 阪神 | 0 | 0 | 1 | 0 | 0 | 3 | 0 | 0 | 0  | 4 | 6 | 0 |
| 巨人 | 0 | 0 | 0 | 0 | 2 | 0 | 2 | 0 | 1x | 5 | 9 | 1 |

1. ［神］：小山（6回1/3）、村山（1回2/3）
2. ［巨］：藤田（9回）
3. 勝利：藤田（14勝2敗）
4. 敗戦：村山（5勝7敗）
5. 本塁打
［神］：藤本12号（6回・藤田）
［巨］：長嶋12号（5回・小山）、坂崎5号（5回・小山）、王4号（7回・小山）、長嶋13号（9回・村山）
6. 審判
［球審］島
［塁審］津田、国友、円城寺
［外審］富沢、佐藤

| 阪神 | 阪神   | 阪神     |
| 打順 | 守備   | 選手     |
| ---- | ------ | -------- |
| 1    | [遊]   | 吉田義男 |
| 2    | [二]   | 鎌田実   |
| 3    | [三]   | 三宅秀史 |
| 4    | [一]   | 藤本勝巳 |
| 5    | [左]中 | 大津淳   |
| 6    | [右]   | 横山光次 |
| 7    | [中]   | 並木輝男 |
|      | 打     | 遠井吾郎 |
|      | 左     | 西山和良 |
| 8    | [捕]   | 山本哲也 |
| 9    | [投]   | 小山正明 |
|      | 投     | 村山実   |

| 巨人 | 巨人 | 巨人     |
| 打順 | 守備 | 選手     |
| ---- | ---- | -------- |
| 1    | [左] | 与那嶺要 |
| 2    | [遊] | 広岡達朗 |
| 3    | [中] | 藤尾茂   |
| 4    | [三] | 長嶋茂雄 |
| 5    | [右] | 坂崎一彦 |
| 6    | [一] | 王貞治   |
| 7    | [二] | 土屋正孝 |
| 8    | [捕] | 森昌彦   |
| 9    | [投] | 藤田元司 |

#### 天覧試合開催の経緯
2005年（平成17年）2月9日にNHK総合テレビで放映された『その時歴史が動いた』の中で天覧試合について取り上げている。同番組による経緯は以下のとおり。
当初から巨人 - 阪神戦で天覧試合を開催するという決定ではなく、パシフィック・リーグでも天覧試合を開催したい意向があった。昭和天皇は水道橋方向（後楽園球場）を眺めていた時「あの灯りは何か?」と侍従に尋ねると「プロ野球のナイター試合であります」と答え、関心を示した。それを伝え聞いて、「絶好の機会にしよう」と考えた巨人軍のオーナーでもある読売新聞社社主・正力松太郎が「野球人気を高めるためには天覧試合を開催することが必要だ。それも巨人戦で」と宮内庁に交渉するように命じた。1959年（昭和34年）1月、正力と部下が宮内庁と交渉をすると宮内庁は「単独の球団での要請では動けない。球界全体の総意が必要」と答える。それ以後、パ・リーグに気づかれないように交渉するも昭和天皇の公務の関係でスケジュール調整が進まなかった。
一方、パ・リーグ側も映画試写会に昭和天皇を招いた大映社長の永田雅一が、当時自らオーナーを勤めた毎日大映オリオンズ - 西鉄ライオンズの試合を天覧試合にするように毎日新聞の皇室担当記者を介して説得した。
同年6月19日、宮内庁から正式な回答があり、「6月25日午後6:45ご出門。プロ野球ご観覧のため後楽園球場にお出になられます」と、正式に同日の巨人 - 阪神戦を天覧試合とすることになった。永田は「神（昭和天皇）がプロ野球をご覧になるのは球界のためにも名誉になる。ごたごたを起こすわけには行かない」と語り、オリオンズの試合ではないことに異議を言わなかったという。
試合当日、パ・リーグからは試合の解説として当時の連盟会長・中澤不二雄が唯一参加した。
当時のエピソードとして、正力とともに天皇の側で観戦していた後楽園スタヂアム社長・真鍋八千代は、正力が「長嶋にホームランが出そうだから、見ていようではないか」と真鍋に囁き、その予想を見事的中させ、このシーンを望んだはずの当の本人が一番信じられない面持ちで突っ立っていたと話している。

#### その他
試合後、両チーム関係者に恩賜の煙草が配られた。
この天覧試合の成功により、プロ野球は国民的スポーツに発展。特に巨人を擁するセ・リーグの各球団への注目が集まるようになり、巨人は「球界の盟主」として、野球に対する発言力を強めるようになった。その一方、パ・リーグの各球団はオープン戦や日本シリーズを除き、ドル箱球団でもある巨人と直接対戦する機会が無いことから、親会社の補填に頼ることになり、1970年代以降に相次いだ球団の身売りや2004年（平成16年）に発生した再編問題の遠因にもなった。
なお、これ以降、プロ野球公式戦では天覧試合は行われていない。

### 社会人野球
太平洋戦争後、日本野球界において初の「天覧試合」は、1947年（昭和22年）8月3日の第18回都市対抗野球大会の開幕戦、大日本土木 - 豊岡物産戦（後楽園球場）であった。当時はプロ野球よりも学生野球、社会人野球の人気が高かったことから、同大会では開会式に昭和天皇を始めとして皇族6人が列席するなど華やかな雰囲気に包まれて開会式が執り行われた。
1969年（昭和44年）の第40回都市対抗野球大会準々決勝の日本生命 - 富士重工業戦（後楽園球場）が大会2度目の天覧試合となり、昭和天皇と香淳皇后が観戦した。
その後、社会人野球における天覧試合は途絶えて久しかったが、2014年（平成26年）7月29日の第85回都市対抗野球大会決勝の西濃運輸 - 富士重工業戦（東京ドーム）を天皇明仁と皇后美智子が6回表から観戦した。天皇が都市対抗野球を観戦するのは、皇太子時代の1959年（昭和34年）、第30回大会準々決勝の倉敷レイヨン - 大昭和製紙戦以来55年ぶりで、皇后は初観戦となった。

### サッカー
サッカーで「天覧試合」が初めて挙行されたのは、1947年（昭和22年）4月3日、明治神宮競技場での東西対抗サッカー対抗試合である。当日は神宮競技場に昭和天皇と皇太子明仁親王を迎えて東西の精鋭選手による試合が行われ、両軍譲らず2 - 2で引き分けたという。この天覧試合がきっかけとなり日本サッカー協会に天皇杯が下賜されることとなった。
その後、1999年（平成11年）12月26日の第79回天皇杯全日本サッカー選手権大会で、天皇明仁と皇后美智子が準決勝の名古屋グランパスエイト対柏レイソル戦（国立霞ヶ丘競技場陸上競技場）を観戦、2002年（平成14年）6月30日の2002 FIFAワールドカップ決勝戦のブラジル対ドイツ戦（横浜国際総合競技場）も観戦した。

### ラグビーフットボール

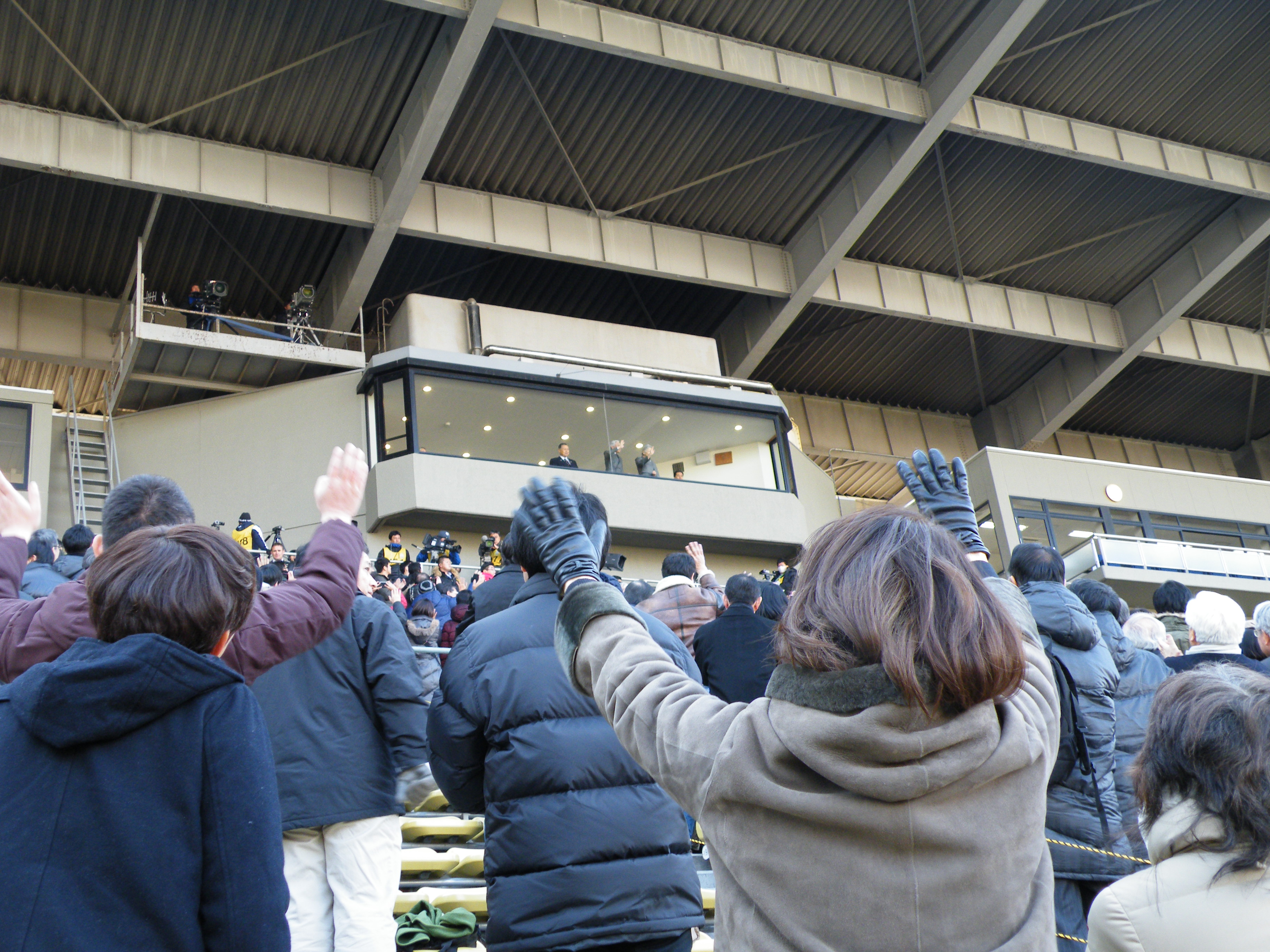
秩父宮ラグビー場の貴賓室にて日本選手権を観戦する天皇明仁と皇后美智子（2014年2月23日）

2014年（平成26年）2月23日に開催された第51回日本ラグビーフットボール選手権大会2回戦（準々決勝・秩父宮ラグビー場、当日のカードは東芝ブレイブルーパス対トヨタ自動車ヴェルブリッツ、神戸製鋼コベルコスティーラーズ対ヤマハ発動機ジュビロの2試合）を天皇明仁と皇后美智子が観戦した。ラグビー公式戦の天覧試合はこれが初となった。なお、観戦を行ったのは神戸製鋼対ヤマハ発動機戦の後半のみであり、東芝対トヨタ自動車戦は厳格には天覧試合とはならなかった。なお、週刊誌の報道によれば、天覧試合には俳優の大沢たかおが訪れており、神戸製鋼を応援していたという。
2016年（平成28年）6月25日に、東京スタジアム（味の素スタジアム）で開催されたラグビー強化試合 日本 対 スコットランド戦を、後半開始から、天皇明仁と皇后美智子が観戦した。日本国内でのラグビーフットボールの国際試合が天覧試合となるのはこれが初であった。
なお、日本代表のマレ・サウ（ヤマハ発動機）は、前述する2試合にフル出場している。また、木津武士（神戸製鋼）も、前述する2試合に出場している（ヤマハ発動機戦はフル出場しているが、スコットランド戦は途中出場）。

### 全米アメリカンフットボール
1975年（昭和50年）10月5日、訪米中だった昭和天皇と香淳皇后がニューヨーク州シェイ・スタジアムにおいてアメリカンフットボールNFLニューヨーク・ジェッツ - ニューイングランド・ペイトリオッツを観戦した。

### レスリング
日本レスリング史上唯一の天覧試合。2003年（平成15年）12月22日、天皇明仁と皇后美智子が国立代々木第二競技場にて開催された2003年度天皇杯全日本レスリング選手権大会を観戦。当日はアテネオリンピック代表選考会として女子の五輪4階級の決勝戦が組まれており、天皇・皇后はこれらの試合を観戦した。

### ボクシング
日本ボクシング史上唯一の天覧試合。アマチュアボクシングでは2013年（平成25年）10月7日に天皇明仁と皇后美智子が日野市市民の森ふれあいホールで日本ボクシング連盟（JABF）終身会長山根明の解説で第68回国民体育大会ボクシング競技を観戦した。少年の部・ライトフライ級とフライ級準決勝合計4試合を観戦した。
プロボクシングでは天覧試合は行われたことがない。

### 囲碁
839年11月10日（承和6年10月1日）、囲碁の名手である伴須賀雄は遣唐使から帰国直後、同じく名人である伴雄堅魚と共に仁明天皇の前で対局を行った。
『西宮記』延喜4年（904年）9月24日条によると醍醐天皇は、公卿の藤原清貫と「碁聖大徳」と称された名手の寛蓮を呼び寄せ、対局を行わせた。勝った寛蓮には褒美として唐の織物と給与が与えられた。
江戸時代には徳川将軍の御前対局（御城碁）が行われていたが、併せて天覧碁が行われることもあった。
現在の棋戦では天覧対局は行われていない。

### 予定が中止されたもの
大日本武徳会設立当初は、明治天皇の行幸に合わせて、天皇が観覧する試合、すなわち天覧試合を開催することを目的としていたが、行幸が中止となったため、全国組織として展開することに方針が転換した。